# Steve Stivers

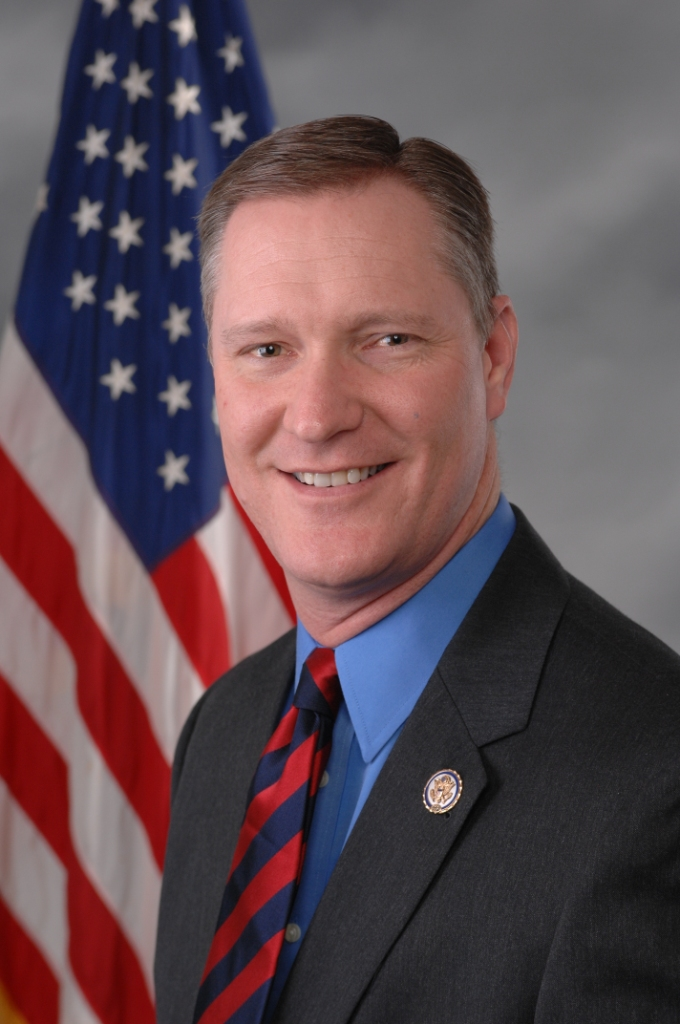
Steve Stivers (2011)

Steve Ernst Stivers (* 24. März 1965 in Ripley, Brown County, Ohio) ist ein US-amerikanischer Politiker der Republikanischen Partei. Seit dem 3. Januar 2011 bis zum 15. März 2021 war er Mitglied des Repräsentantenhauses der Vereinigten Staaten für den 15. Kongressdistrikt des Bundesstaates Ohio.

## Biografie
Steve Stivers wurde in Ripley geboren. Dort verbrachte er auch seine Kindheit. 1989 erhielt er seinen Bachelor of Arts an der Ohio State University. Seinen Master of Business Administration erhielt er 1996 ebenfalls an der Ohio State. Nach seinem Studium war er in verschiedenen Berufen in der freien Wirtschaft tätig. Zwischen 1988 und 2008 war er in der Ohio National Guard aktiv. 2004 wurde er aufgrund der internationalen Aktivitäten der USA in den aktiven Dienst berufen. Er diente im Irakkrieg. Für seinen dortigen Einsatz erhielt er die Bronze Star Medal. Weiters wurde er mit der Meritorious Service Medal und der Army Commendation Medal ausgezeichnet.
Von 2003 bis 2008 war er Mitglied des Senats von Ohio. Bei den Kongresswahlen 2008 kandidierte er erfolglos für den Sitz des 15. Distrikts, bei den Wahlen 2010 konnte er den Sitz von Mary Jo Kilroy gewinnen und vertrat seit dem 3. Januar 2011 den 15. Distrikt von Ohio im US-Repräsentantenhaus. Er konnte ebenfalls alle folgenden fünf Wahlen zwischen 2012 und 2020 gewinnen. Zum 15. März 2021 legte er sein Amt nieder, um als Geschäftsführer und Präsident der Handelskammer von Ohio zu werden.
Er war Mitglied im United States House Committee on Financial Services und in zwei von dessen Unterausschüssen sowie im United States House Committee on Rules. Außerdem gehört er dem Republican Study Committee, dem innerparteilichen Bündnis Republican Main Street Partnership und dem Congressional Arts Caucus an.
Mit seiner Frau Karen und seiner Tochter Sarah lebt er in Columbus. Er ist Methodist.